# 多血症
多血症（たけつしょう、英: Polycythemia）とは血液に含まれる赤血球量が絶対的、あるいは相対的に増加する血液の状態であり、単に多血症という一つの疾患があるものではなく赤血球量が増えるさまざまな疾患・状態を含む概念である。

## 概要
赤血球を主として絶対的あるいは相対的に血球量が増加する状態であり、血球の大部分は赤血球であるので、多血症は赤血球増加症とほぼ同じ概念である。
多血症の数量的な定義は研究機関・検査施設によって異なるが、おおむね、男性で赤血球数600万/μl、Hb（ヘモグロビン）18g/dl、Ht（ヘマトクリット）51%、女性で赤血球数550万/μl、Hb 16g/dl、Ht 48%程度の数字のいずれかを超えた状態をいう。
多血症には大きく分けて、赤血球量は増えていないが血液の液体成分である血漿が減少するために血液単位体積あたりの赤血球量が増える相対的多血症と、全身での赤血球量が増える絶対的多血症があり、さらに絶対的多血症はなんらかの原因でエリスロポエチンの産出が増えるために起こる二次的多血症と、真性多血症などの造血細胞の腫瘍性増加に分けられ、大きくは3パターンに分類される。
中には常習的大量喫煙者に多い多血症のように、相対的多血症と二次性の多血症の複数の要素を持つものもある。

## 相対的多血症
相対的多血症は赤血球の総量が増加しているものではないが、通常は血液の成分の半分以上を占める液体成分の血漿が減少するために、血液単位体積あたりの赤血球量が相対的に増加する状態である。
血漿が減少する原因としては脱水（水分の不摂取、嘔吐、下痢、大量発汗、利尿剤の使用や尿崩症・糖尿病などによる多尿）などで体の水分を喪失したために血漿の絶対量が減少するものや、各種疾患で血漿と体細胞・組織の間の水分の移動がうまく行かなくなったものがある。疾患ではないが、喫煙などでも循環血漿量の減少をもたらすことがある。
脱水や下痢などの体液喪失が原因であれば、その原因を解消し水分を補給すれば基本的には多血状態を脱することができる。
脱水などの体全体での水分の減少とは別の原因による相対的多血症は全般的にはストレス多血症としてくくるが、ストレス多血症は神経質・高ストレス状態・喫煙者・生活習慣病などであることが多く、赤ら顔や肥満は良くみられる。高血圧や高脂血症・高尿酸血症などといった生活習慣病のような慢性疾患では代謝の異常がおこり、機序は明らかではないが循環血漿量が減少することがある。
ストレス多血症では頭痛、倦怠感、感覚異常、めまい、呼吸困難（感）、腹部痛などを感じることがあり、狭心症や血栓症などの生命に関わる症状も起こりえる。
ストレス多血症ではエリスロポエチン、NAP（好中球アルカリフォスファターゼ）、白血球、血小板、B12など、ストレス多血症以外の多血症では変化することが多い赤血球量以外の検査値が正常であることが多い。

## 真性多血症
造血幹細胞レベルで遺伝子の変異がおこり、そのために血球が異常に増加する疾患がある。異常な増殖をする多系統の血球が分化能を失わずにおおむね正常に近い血球に成熟する疾患群を骨髄増殖性疾患と呼び、それに含まれる本態性血小板血症でも軽度の赤血球増加を見ることはある。それら骨髄増殖性疾患中でも真性多血症は赤血球の増加が特に著しいのが特徴である。
正常な造血細胞は、外部からの適切なコントロールによるG-CSFなどの造血に関わるサイトカイン・ホルモンが受容体に結びつくことによるシグナル伝達で細胞分裂・増殖を始めるが、それらの因子の中でも重要な因子であるエリスロポエチンを感受する造血細胞上の受容体にエリスロポエチン受容体がある。エリスロポエチン受容体にはエリスロポエチンが結合した時に起きるシグナルを伝達する働きを持っている酵素にJAK2キナーゼがあるが、このJAK2キナーゼは4つの領域に分かれ、そのうちの一つJH2領域の617番目のアミノ酸は正常な状態ではバリンである。しかしJAK2遺伝子変異によりこのバリンがフェニルアラニンに置き換わってしまうのがJAK2V617F変異であり、JAK2V617F変異したJAK2キナーゼはエリスロポエチンによるシグナルが無い状態でもエリスロポエチンが受容体に結合したかのようにシグナル伝達をしてしまい、そのため造血途中の幼若な血液細胞は盛んに分裂・増殖するようになる。やがて赤血球が過剰に増えるとエリスロポエチンを産出している腎臓はエリスロポエチンの産出を減らして造血のコントロールを試みるが、もはやエリスロポエチンの存在と無関係にシグナル伝達を行ってしまうJAK2V617F変異キナーゼの基では造血のコントロールを受け付けない状態になってしまい、血液細胞の産出が亢進した状態が続くようになる（電化製品で例えるとスイッチを入れていないのに、スイッチの部品が壊れて勝手に電源が入ってしまい、スイッチを切ろうとしても切れない状態になったようなものである）。
したがって真性多血症では赤血球の絶対的増産があるにもかかわらず、赤血球の増産因子であるエリスロポエチンの血中濃度は正常値もしくは低値である。

## 二次性多血症
二次性多血症は続発性赤血球増加症とも言い、何らかの原因で造血因子であるエリスロポエチンの量が増えるために赤血球造血が反応して赤血球量の増加が起こるものである。主にはなんらかの原因で体組織が酸素欠乏状態になったことに反応してエリスロポエチン産出が腎臓や肝臓で盛んになるものと、腎臓腫瘍などエリスロポエチン産出細胞が腫瘍性の増加あるいはその他の異常で自律的に異常な産出をするものとがある。

### 酸素欠乏性多血症
空気の薄い高地での生活、慢性の閉塞性肺疾患や肺胞の異常などによる肺の酸素取り入れ能力の低下、心臓・血管などの異常による血流の不足、異常ヘモグロビン症、赤血球内の2,3-ビスホスホグリセリン酸塩（2,3-BPG）量の低下、常習的大量喫煙の一酸化炭素ヘモグロビン症などでは血液が運ぶ酸素の量が減少し、体組織は慢性の酸欠状態になる。
その結果、エリスロポエチン産出臓器である腎臓（および肝臓）が反応しエリスロポエチンの増産を行い、造血組織がエリスロポエチンの増加に反応し赤血球産出量を増やすことで血液の酸素の運搬能力を高めようとする。この酸素欠乏反応性の赤血球増加が酸素欠乏性あるいは低酸素性の多血症である。
この低酸素状態に腎臓が反応してエリスロポエチン産出を増やし赤血球量の増加をはかって血液の酸素の運搬能力の向上を目指すのが、マラソン選手が行う高地トレーニングである。肥満でも多血症は多く見られる。肥満のために体が必要とする酸素を十分に取り込めないためであり、また睡眠時無呼吸症候群などでは起床時には低酸素症となるような要因がなくとも睡眠時に低酸素症が起きるために多血症は良く見られる。常習的大量喫煙では、煙に含まれる一酸化炭素がヘモグロビンに結びついて一酸化炭素化ヘモグロビンになり、それは酸素運搬能力は無いので、肺でいくら呼吸しても低酸素状態になる。ヘビースモーカーに多血による赤ら顔が多いのはこのためである。一酸化炭素によるものでなくともヘモグロビンの異常によって赤血球の酸素運搬能力が低下すると同じ機序で赤血球は増加する。
この低酸素反応性の赤血球増加は酸欠の原因が解消されれば（低地への移住や原因疾患の根治、禁煙など）腎臓のエリスロポエチン産出も落ち着き、やがて多血状態も落ち着く。
ただし、低酸素症になる原因が除去できなかったり、あるいは出来ても赤血球寿命は120日と長く自然に赤血球量が低下するには時間がかかる。したがって多血によって血液粘調度が上昇し、高血圧や血栓症リスクが高ければ瀉血で緊急にHtを下げる必要もありえる。

### 非酸素欠乏性の多血症
前項で上げた低酸素症による赤血球増加は、エリスロポエチン産出細胞・腎組織そのものは正常であり、低酸素状態に対してエリスロポエチン産出細胞が正常に反応してエリスロポエチン産出を増加されることが原因であるが、エリスロポエチン産出細胞あるいは腎組織に異常があって（低酸素状態でもないのに）エリスロポエチン産出が亢進することがある。
腎癌、肝癌ではエリスロポエチン産出細胞の腫瘍的増加がみられることがある。また、子宮筋腫でも多血症が見られることがあるが、子宮の腫瘍化した平滑筋組織はエリスロポエチンもしくはそれに類似した物質を産出している可能性が指摘されている。また、例は少なく機序もはっきりとはしていないが、各種の腫瘍で多血が報告されることもあり腫瘍組織がなんらかでエリスロポエチンもしくは類似物質を作り出してしまうことがあるのではないかと考えられている。
また、腫瘍ではないが腎疾患による多血症も存在する。
水腎症などでは腎組織に物理的な力がかかってかかり部分的に血液循環が滞り、そのためエリスロポエチン産出細胞は酸欠を感じてエリスロポエチンの産出を亢進させる。この場合、腎組織の一部以外は低酸素症ではなく、前述の全身に及ぶ低酸素症性赤血球増加とはことなる。腎臓移植患者では10-15%に多血症がみられるが、これも腎動脈狭窄によって腎臓の血液循環が滞ることによって腎の酸欠が起きると考えられている。

## 疫学・治療
多血症は上記のように一つの疾患でなく、さまざまな疾患、原因によって起きる状態である。したがって一概に見解を述べることは困難であるが、発症率は真性多血症で人口100万人あたり5-26人（民族によって異なりユダヤ人では高率である）、二次性の多血症はそれの4-7倍は見られると考えられている。特に多血症は中高年男性に多い症候であり、他の年齢性別に比べてはるかに高率に見られる。高地での生活、肥満、喫煙、中高年、男性は多血症の多発要因である。
治療は、真性多血症では瀉血に加えて化学療法も積極的に行われるが、真性多血症以外では、赤血球増加の原因を探りその原因を解消すること基本とする。しかし、原因の解消が困難であったり、合併症が見込まれるとき、Htが極端に高いときには瀉血などの治療を適宜行う。

### 註釈
1. ↑  白血病では芽球もしくは白血球が著明に増えることがあり、これも血球量の増加ではあるが、通常は白血病は多血症には含めない